# Kikuyu (volk)

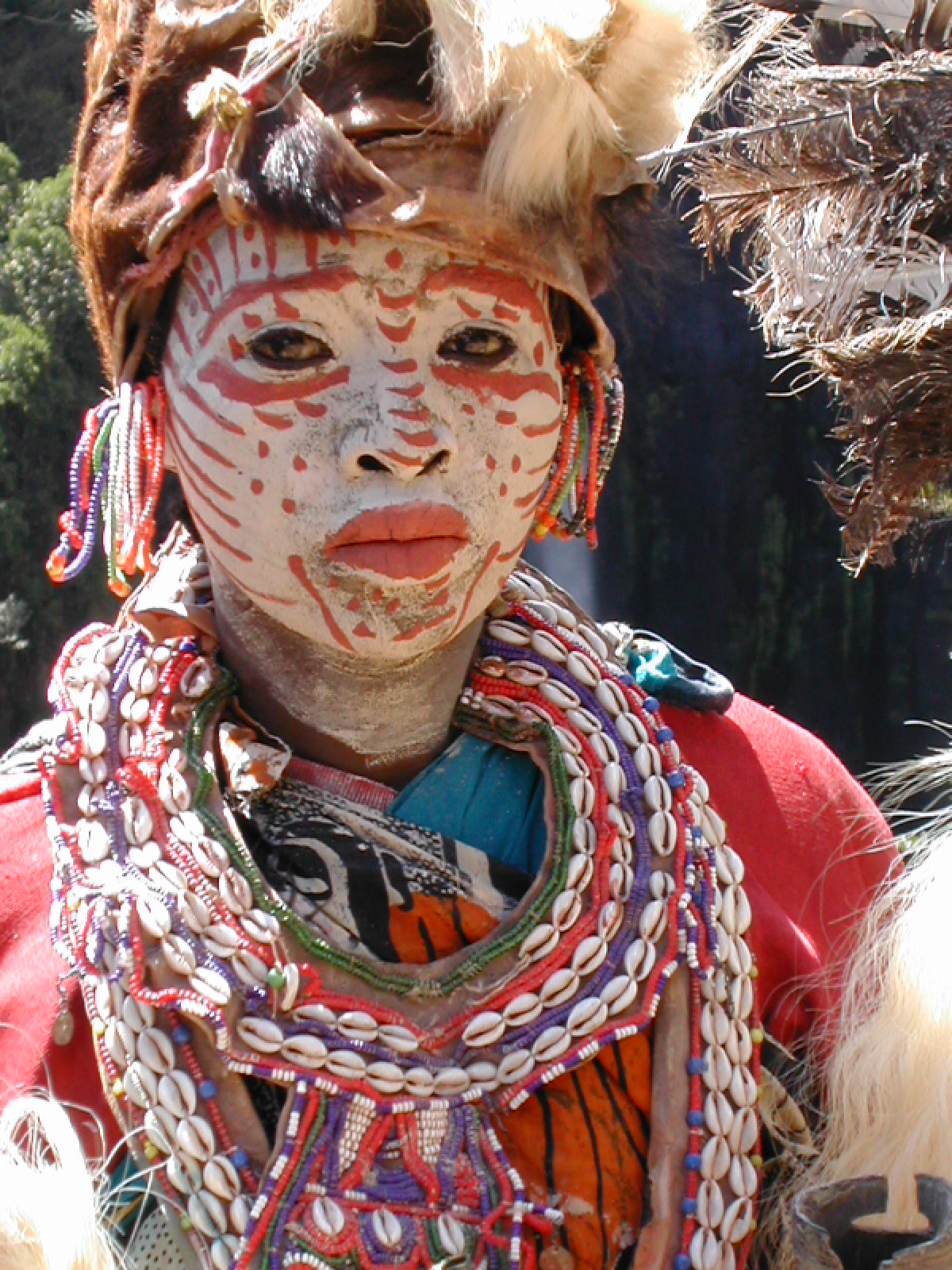
Kikuyuvrouw in traditionele klederdracht

Kikuyu of Gikuyu is een grotendeels nomadische bevolkingsgroep in Afrika. Het is de grootste etnische groep in Kenia: meer dan 4,5 miljoen Kenianen (ongeveer 20% van de totale bevolking van het land) behoren ertoe. De Kikuyu wonen voornamelijk in de vruchtbare centrale hooglanden van het land, soms informeel Kikuyuland genoemd. Dit gebied maakt deel uit van de Grote Slenk.

## Oorsprong
Hoewel de exacte oorsprong onzeker is, geloven veel etnologen dat de Kikuyu rond het jaar 1500 naar het noorden en westen van Kenia trokken en zich daar vestigden. Sommige autoriteiten suggereren dat de Kikuyu in hun huidige woongebied rond de berg Kenia zijn aangekomen vanuit eerdere nederzettingen verder naar het noorden en oosten, terwijl anderen beweren dat de Kikuyu, samen met de nauw aan hen verwante oostelijke Bantoe-bevolkingsgroepen de Embu, Meru, Mbeere, en Kamba, naar Kenia in het noorden zijn getrokken 

## Geschiedenis
De Kikuyu hadden een goede band met de Masai, een naburig volk, waarmee ze veel handelden. Het kolonialisme verstoorde deze goede relatie echter. Vanaf 1880 vestigden de Britten zich aan de kust van het continent en bouwden een spoorweg van de kust naar het Victoriameer, midden door Kikuyuland. Zij confisqueerden het land van de Kikuyu, waardoor dezen moesten verhuizen naar andere, minder vruchtbare gebieden.
De Kikuyu waren de meest actieve etnische groep tijdens de strijd om de Keniaanse onafhankelijkheid. Reeds in de jaren 1920 organiseerden ze verzet tegen de koloniale macht. Ook in de Mau Mau-opstand (1952-1960) speelden ze een belangrijke rol.

## Taal
De Gĩkũyũ spreken de Gĩkũyũ-taal als hun moedertaal, die deel uitmaakt van de Bantoe-taalfamilie. Daarnaast spreken velen Swahili en Engels als lingua franca, de twee officiële talen van Kenia.
De Gĩkũyũ zijn nauw verwant aan sommige Bantoe-gemeenschappen vanwege huwelijken voorafgaand aan de kolonisatie. Deze gemeenschappen zijn de Embu, Meru en Akamba, die ook rond de berg Kenia wonen. Leden van de Gĩkũyũ-familie uit de grotere Kiambu (vaak aangeduid als de Kabete) en Nyeri-districten zijn ook nauw verwant aan de Masai door huwelijken voorafgaand aan de kolonisatie. De Gĩkũyũ-mensen tussen Thika en Mbeere zijn nauw verwant aan de Akamba, die een taal spreken die lijkt op de Gĩkũyũ-taal. Als gevolg hiervan wonen de Gĩkũyũ-mensen die veel van het oorspronkelijke Gĩkũyũ-erfgoed behouden, in de regio's Kirinyaga en Murang'a in Kenia. Het Murang'a-district wordt door velen beschouwd als de bakermat van de Gĩkũyũ-mensen.

## Godsdienst
De Kikuyugodsdienst is monotheïstisch: er is één god genaamd Ngai, dezelfde god die vereerd wordt door de Masai (die hem Engai noemen) en de Kamba. Er zijn echter ook veel Kikuyu's die Christen zijn.

## Bekende Kikuyu
- Jomo Kenyatta (1893-1978), eerste president van Kenia
- Uhuru Kenyatta (1961), vierde president van Kenia
- Wangari Maathai (1940-2011), milieu- en politiek activiste